# Galesburg (Illinois)
Galesburg is een plaats (city) in de Amerikaanse staat Illinois, en valt bestuurlijk gezien onder Knox County.

## Demografie
Bij de volkstelling in 2000 werd het aantal inwoners vastgesteld op 33.706. In 2006 is het aantal inwoners door het United States Census Bureau geschat op 31.738, een daling van 1968 (-5,8%).

## Geografie
Volgens het United States Census Bureau beslaat de plaats een oppervlakte van 44,3 km², waarvan 43,8 km² land en 0,5 km² water.

## Plaatsen in de nabije omgeving
De onderstaande figuur toont nabijgelegen plaatsen in een straal van 20 km rond Galesburg.

## Geboren
- George Ferris (1859-1896), ingenieur en uitvinder
- Carl Sandburg (1878-1967), schrijver, uitgever en dichter
- Dorothea Tanning (1910-2012), schilderes, beeldhouwster en schrijfster
- John Pennington (1939), componist, muziekpedagoog, dirigent en slagwerker
- Todd Hamilton (1965), golfer
- Eric Alexander (1968), jazz-saxofonist